# Simona Šandrić Gotovac
Simona Šandrić Gotovac (Sinj, 19. kolovoza 1941. – Split, 22. kolovoza 2022.), hrvatska liječnica, kardiologinja i sveučilišna profesorica, članica Rimske akademije medicinskih i bioloških znanosti.
Medicinu je diplomirala na Medicinskom fakultetu »Agostino Gemelli« Katoličkoga sveučilišta Svetoga Srca, gdje je i prije diplome bila praktikantica. Na istomu je fakultetu specijalizirala kardiologiju. Športsku kardiologiju usavršalava je na Loyolinu medicinskom fakultetu u Chicagu, a u Indianapolisu ehokardiografiju kod Feingenbauma Harveya te u Klinici Mayo i na Georgetownskom sveučilištu.
Bila je profesorica na Fakultetu medicine i kirurgije »Agostino Gemelli« Katoličkoga sveučilišta Svetoga Srca u Rimu i voditeljica Odjela za neinvazivnu kardiološku dijagnostiku u sveučilišnoj Polikliničkoj bolnici, u kojoj je bila članica liječničke ekipe pape Ivana Pavla II.
Bila je supruga Vlade Gotovca, po čijoj je smrti osnovala u Zagrebu Institut »Vlado Gotovac«, radi prikupljanja i objavljivanja njegove ostavštine te očuvanja sjećanja na njegov lik i djelo.